# 上春別站
上春別站（日语：／ Kami-shunbetsu eki */?）是位於北海道野付郡別海町本別的北海道旅客鐵道（JR北海道）標津線的鐵路站（廢站）。

## 車站構造
- 單式月台1面1線，不可列車交會。
- 無人站
- 設有候車室。

## 歷史
- 1963年（昭和38年）7月1日 - 本站開業，為一個車站，設立此站是由於此町的市民的請求。
- 1987年（昭和62年）4月1日 - 因國鐵分割民營化，本站成為北海道旅客鐵道的車站。
- 1989年（平成元年）4月30日 - 標津線停運，本站也成為廢站。

## 相鄰車站
北海道旅客鐵道（JR北海道）
標津線
西春別－上春別－計根別

## 相關項目
- 日本鐵路車站列表